# Anan (Tokushima)
Anan (阿南市, Anan-shi?) è una città giapponese della prefettura di Tokushima.
La città è stata costituita il 20 marzo 2006 unendo le preesistenti città di Hanoura e Nakagawa.